# 토리 히긴슨
토리 히긴슨(Torri Higginson, 1969년 12월 6일 ~ )은 캐나다의 배우이다.

## 출연 작품
- 오디너리 데이즈 (2017)
- 블러드 헌터스 (2016)
- 사랑의 역사 (2016)
- 노빌리티 (2015)
- 더 컬트 (2010)
- 스톤핸지 아포칼립스 (2010)
- Amber Alert: Terror on the Highway (2008)
- 터닝 페이지 (2001)
- 트워스 더 나잇 (2001)
- 센트리 스톰 (1999)
- 에어본 (1998)
- 잉글리쉬 페이션트 (1996)
- 테러 존 (1995)
- 정글그라운드 (1995)
- 메모리 런 (1995)

### 텔레비전
- 테크워 (1994)
- 스타게이트 SG-1 (2004)
- 스타게이트 아틀란티스 (2004-08)
- NCIS (2007-09)
- 원:아워 (2008)
- 크리미널 마인드: 워싱턴 D.C. (2011)
- 트랜스플랜트 (2020-현재)